# Избори за председника Републике Српске Крајине 1993/94.
Избори за председника Републике Српске Крајине  одржани су 12. децембра 1993. и 23. јануарa 1994.
Први круг председничких избора је одржан заједно са парламентарним изборима.
Други круг председничких избора одржан је 23. јануара 1994. године и на њима је победио Милан Мартић који је добио 51.70% или 104.234 гласова. Милан Бабић добио је 48.30% или 97.377 гласова.